# Saturnino García Rodríguez
Saturnino García Rodríguez (Bariones de la Vega, Lleó, 5 de febrer de 1935) és un actor espanyol.
De jovenet va treballar com a pastor i agricultor. El 1952 va emigrar amb la seva família a Barakaldo, on va treballar com a obrer metal·lúrgic. El 1966 va formar part del grup de teatre Akelarre, dirigit per Luis Iturri. A partir de 1970 va treballar com a presentador, màgic, pallasso, animador infantil i escriptor. Va debutar al cinema en un petit paper a l'episodi El míster de la sèrie Curro Jiménez el 1977. Després aparegué a les sèries de televisió com Cervantes (1981) Brigada Central (1990), Farmacia de guardia (1992), ¡Ay, Señor, Señor! (1994), Los ladrones van a la oficina (1996), Compañeros (1999) o A tortas con la vida (2005).
Va debutar al cinema gràcies a Fernando Fernán Gómez en la seva pel·lícula El viaje a ninguna parte (1986). Aquest paper li va obrir les portes per treballar amb Antonio Mercero, Vicente Aranda o Álex de la Iglesia. El salt a la fama l'assolí el 1994 quan va protagonitzar la pel·lícula de la Cuadrilla Justino, un asesino de la tercera edad, amb la que va guanyar el Goya al millor actor revelació. El 1998 va guanyar el Premi de Cinema d'Alfàs del Pi per La raya i el 2008 va guanyar el Premi del Festival de la Comèdia de Peníscola per la seva carrera.
Ha publicat la seva autobiografia titulada Del dónde y cómo al porqué en agosto de 2006.

## Filmografia (selecció)
- Tiempo después (2018)
- Media hora (y un epílogo) (2018)
- Abracadabra (2017)
- Shevernatze, un ángel corrupto (2007)
- El Lobo (2004)
- Agujeros en el cielo (2004)
- El último tren (2002)
- Marujas asesinas (2001)
- La mujer más fea del mundo (1999)
- Goya en Burdeos (1999)
- Lisboa (1999)
- Matías, juez de línea (1996)
- El día de la bestia (1995)
- Boca a boca (1995)
- Salto al vacío (1995)
- Nadie hablará de nosotras cuando hayamos muerto (1995)
- Así en el cielo como en la tierra (1995)
- Siete mil días juntos (1994)
- Justino, un asesino de la tercera edad (1994)
- Todo es mentira (1994)
- Cómo ser infeliz y disfrutarlo (1994)
- Acción mutante (1993)
- Todo por la pasta (1991)
- Amantes (1991)
- El viaje a ninguna parte (1986)